# سد دز
سد دز (در گذشته سد محمدرضا شاه پهلوی) یک سد بتنی برق‌آبی است که بر روی رودخانه دز توسط یک کنسرسیوم ایتالیایی در ۲۳ کیلومتری شمال شهرستان دزفول احداث شد. این سد ۱۲۵۰۰۰ هکتار از اراضی پایین دست را آبیاری می‌کند و نقش مهمی در کنترل سیلاب‌های بالادستش دارد. نیروگاه این سد دارای قدرت نصب ۵۲۰ مگاوات است.
احداث سد بزرگ دز، در سال ۱۳۳۸ خورشیدی توسط ایتالیایی‌ها در کوه‌های زاگرس آغاز و در سال ۱۳۴۱ خورشیدی پایان یافت. دریاچهٔ این سد ۶۵ کیلومتر طول و حدود ۶۰ کیلومترمربع مساحت داشته و گنجایش نهایی آن ۳٫۳ میلیارد مترمکعب است. این سد با ارتفاع ۲۰۳ متر در زمان ساخت خود به عنوان یکی از مرتفع‌ترین سدهای جهان (ششمین سد جهان در زمان ساخت) شناخته می‌شد و اکنون نیز پنجاهمین سد بلند دنیا در بین سدهای ساخته شده و در دست ساخت است.

## تاریخچه
سد دز نخستین سد از رشته سدهای چندمنظوره در ۲۳ اسفند ۱۳۴۱ مورد بهره‌برداری قرار گرفت. با احداث سد دز در پشت دیواره این سد دریاچه‌ای به طول ۶۵ کیلومتر به وجود آمده است که با ظرفیت نهائی ۳٫۳ میلیارد متر مکعب آب را در خود جای می‌دهد. هدف اصلی از احداث سدهایی نظیر سد دز تأمین نیروی لازم جهت تولید برق کنترل سیلاب‌ها و تنظیم آب جهت مصارف آبیاری است. به منظور کنترل سیلاب‌ها دو تونل سرریز در ضلع شرقی دریاچه و با فاصله کمی از بدنه سد ساخته شده‌است؛ که قطر تونل تخلیه شماره یک ۱۴ متر و و تونل شماره دو ۱۲٫۶ متر می‌باشد و هر یک از آن‌ها قادر به تخلیه ۳۰۰۰ متر مکعب آب در ثانیه است. همچنین دو تونل آبگیر اصلی در ضلع غربی دریاچه ایجاد شده که هر یک به انشعاباتی با قطر کمتر تقسیم گردیده که توسط آن‌ها آب پشت دریاچه به توربین‌ها می‌رسد. حداکثر آب خروجی هریک از تونل‌های آبگیری اصلی برابر با ۲۴۰ متر مکعب در ثانیه است. در وسط بدنه سد در ارتفاع ۲۲۲٫۷ متری از سطح دریا سه دریچه آبیاری مخروطی شکل به منظور آبیاری زمین‌های کشاورزی و نیز کنترل سیلاب‌ها وجود دارد. حداکثر خروجی هر یک از این دریچه‌های آبیاری ۶۰ متر مکعب در ثانیه است. تعداد ۸ واحد ژنراتور هریک به قدرت ۶۵ مگاوات در نیروگاه سد دز وجود دارد و بدین ترتیب ظرفیت تمامی نیروگاه مجموعاً ۵۲۰ مگاوات است. کلیدخانه که در ارتفاع ۵۷۷٫۵ متری از سطح دریا واقع شده‌است، شامل کلیدهای قدرت از نوع روغنی - گازی و کلیدهای هوایی شمش‌های اصلی و فرعی و دیگر تجهیزات لازم برای ولتاژ ۲۳۰ کیلو ولت است. اتاق کنترل سد دز در ضلع غربی دره نزدیک به بدنه سد در ارتفاع ۲۲۵ متری از سطح دریا قرار دارد. مجموع طول جاده‌های تونلی منتهی به اتاق فرمان و نیروگاه ۶٫۵ کیلومتر است.

## شرکت‌های سازنده و هزینه
شرکت انتریوهایدرو راه‌اندازی واحدها را به عهده داشت و شرکت آمریکایی موریسون نادسن پیمانکار مرحله احداث کمپ تأمین آب مصرفی و آشامیدنی ایجاد تونل انحرافی و جاده تونلی و غیره بوده‌است شرکت ایتالیایی امپرزیت – جیرولا – لودی جیانی پیمانکار مرحله ساختمان بدنه سد و نیروگاه و تونل‌های سر ریز و کلید خانه و تکمیل تونل جاده‌ای و غیره بوده‌است. مخارج کل جهت اجرای این پرژه با در نظر گرفتن خطوط انتقال ۲۳۰ کیلو ولتی بالغ بر پنج میلیارد و پانصد میلیون ریال (معادل ۷۳٫۵ میلیون دلار) برآورد شده‌است، از این مقدار مبلغ چهل میلیارد و نه‌صد میلیون ریال (۶۵ میلیون دلار) مربوط به هزینه‌های سد نیروگاه و دستگاه‌های آن و مابقی یعنی ششصد و چهل میلیون ریال (۸۵۰۰۰۰۰ دلار) مربوط به خطوط و ایستگاه‌های انتقال در مراحل آغازین بهره‌برداری از نیروگاه بوده‌است.

## بازشدن دریچه‌های اضطراری سد پس از نیم قرن
در جریان بارش‌های سنگین فروردین ماه سال ۱۳۹۸ و بالا آمدن آب پشت سد، به جهت جلوگیری از خسارت، دریچه‌های اضطراری سد دز پس از نیم قرن باز شد.
با پایش مجموعهٔ سد، حجم عظیم آب ورودی حاصل از بارش‌ها به دریاچه، تحت کنترل درآمد و از ایجاد خسارت‌های سنگین به مناطق پایین دست رودخانه جلوگیری به عمل آمد.

## مشخصات سد دز
| مشخصات دیواره سد :                   |                                                          |
| نوع سد                               | بتنی دو قوسی جدار نازک                                   |
| ارتفاع سد                            | ۲۰۳ متر                                                  |
| ارتفاع تاج سد از سطح دریا            | ۳۵۴ متر                                                  |
| طول تاج سد                           | ۲۱۲ متر                                                  |
| ضخامت بدنه سد در بالا (عرض در تاج)   | ۵ / ۴ متر                                                |
| ضخامت بدنه سد در پی (عرض در پی)      | ۵ / ۲۷ متر                                               |
| ارتفاع دریچه‌های آبیاری از سطح دریا   | ۷/۲۲۲ متر                                                |
| ارتفاع دریچه‌ها در بدنه سد            | ۷۱ متر                                                   |
| شروع بتن‌ریزی                         | مهرماه ۱۳۴۰                                              |
| پایان بتن ریزی                       | آذرماه ۱۳۴۱                                              |
| بتن مصرف شده در ساختمان سد           | ۰۰۰/۴۸۰ متر مکعب                                         |
| بتن مصرف شده در سایر عملیات ساختمانی | ۰۰۰/۱۲۵ متر مکعب                                         |
| آغاز بهره‌برداری                      | اسفندماه ۱۳۴۱                                            |
| محل احداث سد                         | ۲۳ کیلومتری شرق اندیمشک / ۲۵ کیلومتری شمال شهرستان دزفول |
| حداکثر ارتفاع سطح دریاچه             | ۳۵۲ متر از سطح دریا                                      |
| حداقل ارتفاع سطح آب مؤثر در تولید    | ۲۹۰ متر از سطح دریا                                      |
| حداکثر ارتفاع سطح قابل مهار          | ۳۵۲ متر از سطح دریا                                      |
| حفاری انجام شده                      | ۰۰۰/۶۷۰ متر مکعب                                         |
| طول دریاچه                           | ۶۵ کیلومتر                                               |

| طول دریاچه                  | ۶۵ کیلومتر           |
| حجم دریاچه در حداکثر ارتفاع | ۳٫۳ میلیارد متر مکعب |
| حوزه آبگیری رودخانه دز      | ۲۲۵۰۰۰ کیلومتر مربع  |
| حوزه آبگیری سد              | ۱۷۰۰۰ کیلومتر مربع   |
|                             |                      |

| سرریز خروجی                                                                          | ۲ عدد                                                                          |
| طول تونل‌ها                                                                           | ۴۰۰ متر                                                                        |
| قدرت تخلیه هر دوسرریز                                                                | ۶۰۰۰ متر مکعب در ثانیه                                                         |
| تونل شماره ۱ به قطر ۱۴ متر، دارای ۲ دریچه شعاعی، خروجی تونل در ارتفاع ۲۶۰ متر        | تونل شماره ۲ به قطر ۱۲٫۶ متر دارای ۲ دریچه شعاعی، خروجی تونل در ارتفاع ۲۲۵ متر |
| ابتدا دریچه‌های آبگیر سرریزها در ارتفاع ۳۳۵ متر و انتها دریچه آبگیر در ارتفاع ۳۵۲ متر | دیواره هر دوتونل سرریزها لاینینگ بتنی می‌باشد                                   |

مشخصات نیروگاه
۱- مشخصات توربین:
- نوع توربین: فرانسیس عمودی ساخت کارخانه هیتاچی ژاپن
- سرعت چرخش توربین: ۲۵۰ دور در دقیقه
- وزن رانر با شافت: ۴۲ تن
- حداکثر قطر رانر: ۳۱۷۵ میلی‌متر
- تعداد پره‌های رانر: ۱۷ عدد
- جنس رانر: فولاد ۴۶ – sc در قسمت‌هایی کوتینگ stainless steel

۲- مشخصات ژنراتورها
- تعداد: هشت عدد
- ساخت: زیمنس آلمان
- توان هر یک: ۶۵ مگا وات
- ولتاژ خروجی هر یک: ۱۳٫۸ کیلو ولت – سه‌فاز – ۵۰ سیکل در ثانیه

۳- مشخصات ترانسفورمرها
- هشت دستگاه ترانسفورمر افزاینده سه‌فاز
- ظرفیت هر کدام: ۸۴۰۰۰ کیلو ولت‌آمپر
- نسبت تبدیل ترانسفورمر: ۱۳٫۸ به ۲۳۰ کیلو ولت است.

## نشان اهدایی به سازندگان سد

نشان برنز سد محمدرضا شاه پهلوی (دز)

نشان سد محمدرضا شاه پهلوی (دز)، در دوره پادشاهی محمدرضا پهلوی و به منظور گرامیداشت کسانی که در راه ساخت سد بزرگ دز فعالیت کرده بودند ایجاد گردید. محمدرضا پهلوی این نشان‌ها را (با قطر ۶ سانتی‌متر و ضخامت ۲ میلی‌متر) تهیه نمود. این نشان‌ها به مدیران ارشد که عموماً آمریکایی و ایتالیایی بودند، به مدیران میانی و همین‌طور مدیران عملیاتی اهدا شد.

### پیش از شروع ساخت

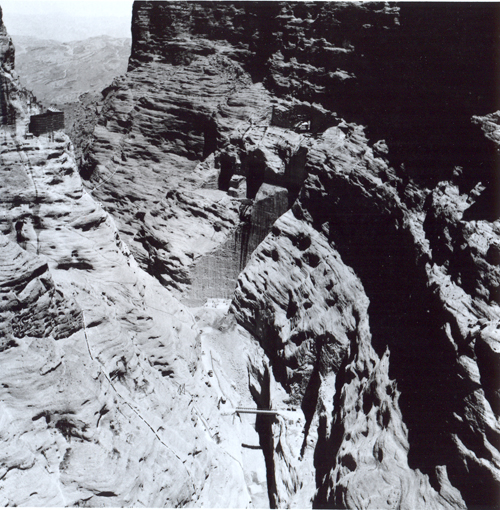
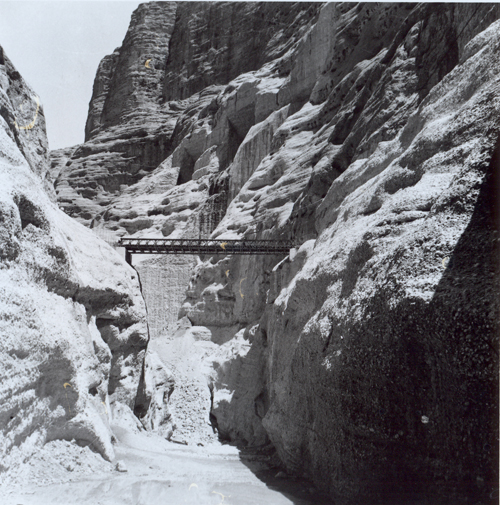
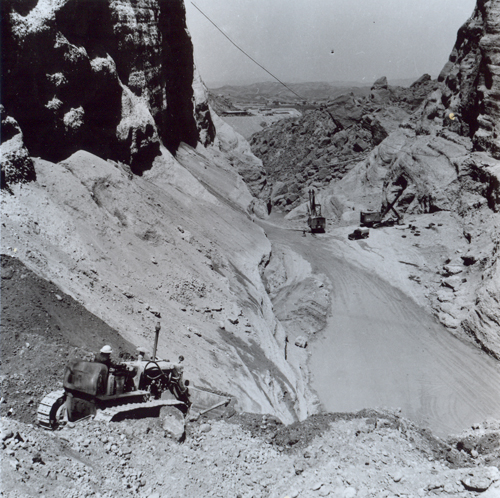
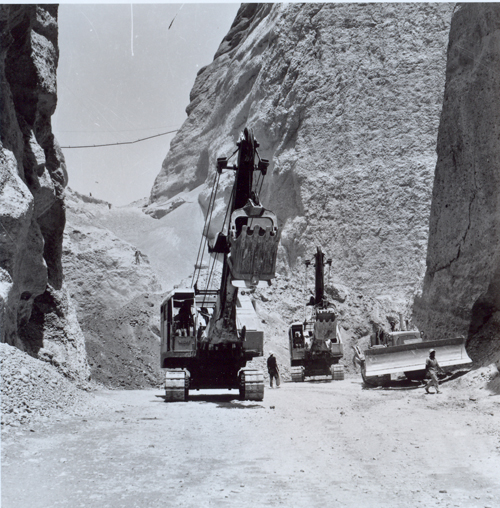
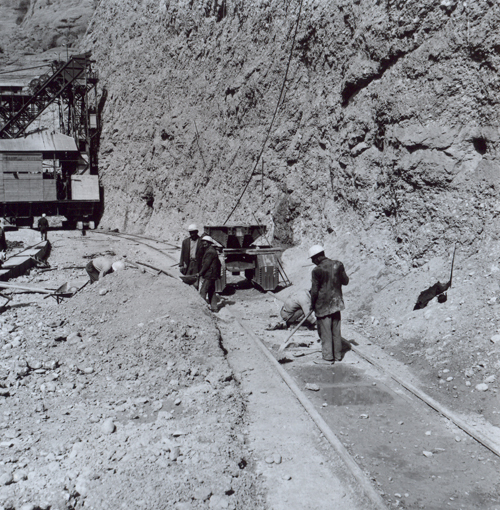
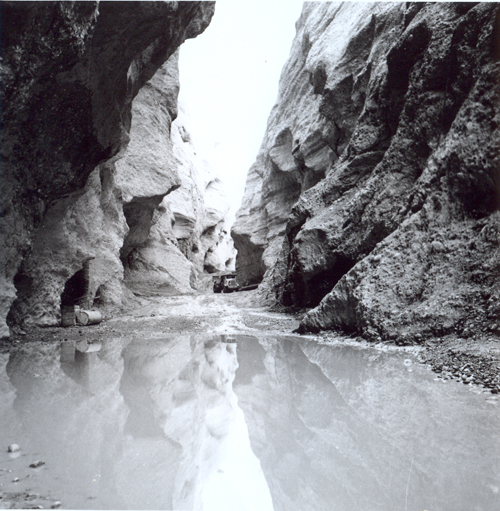
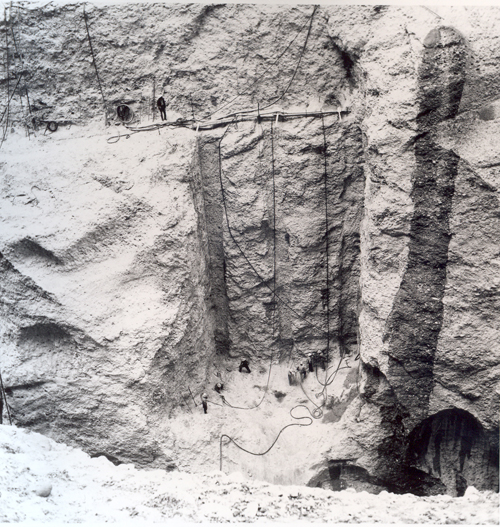

### در حال ساخت

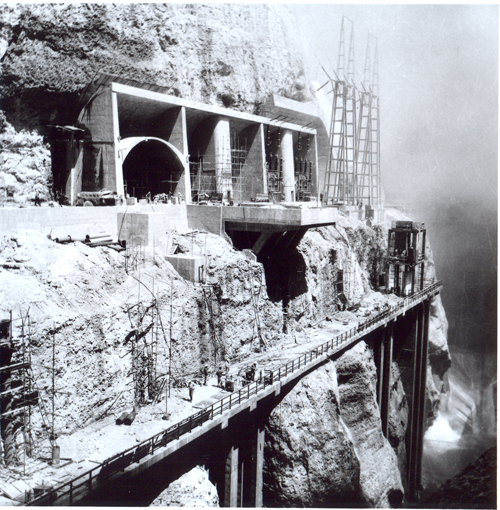
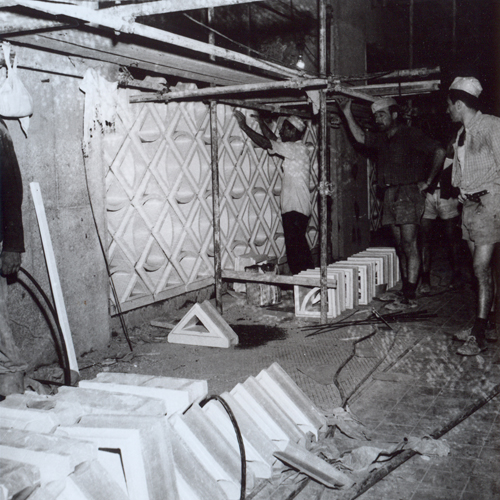
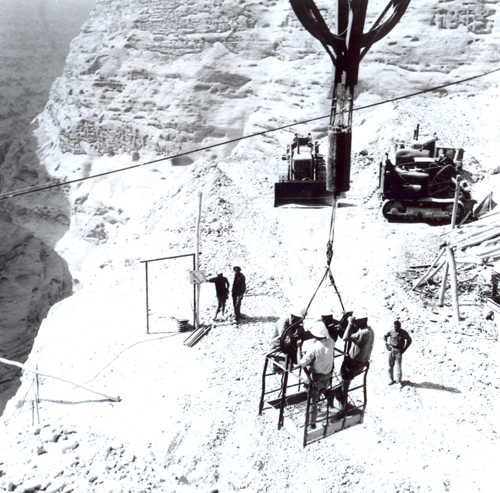
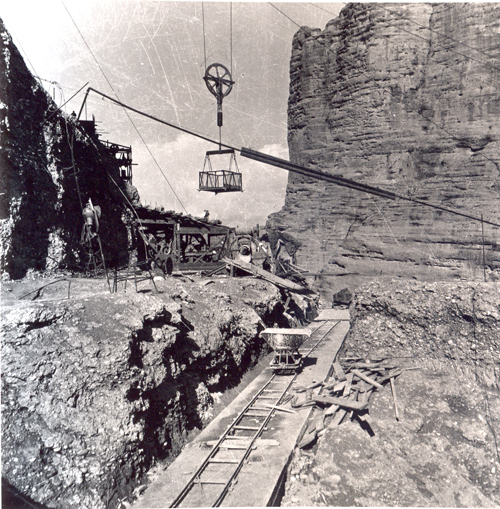
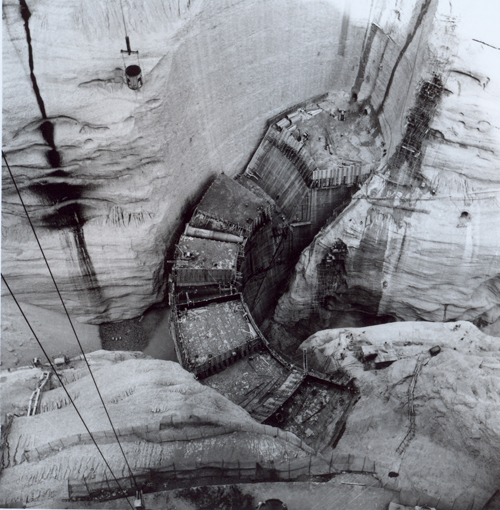
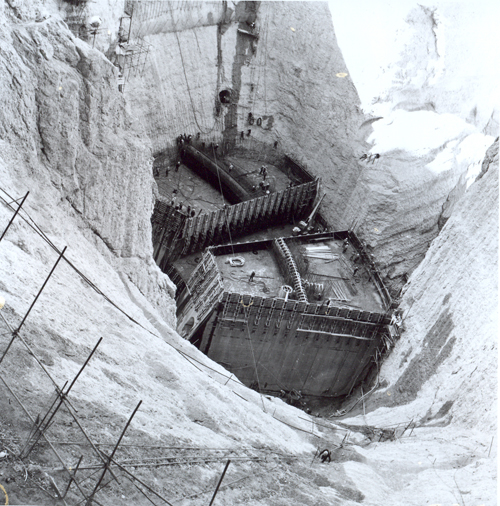
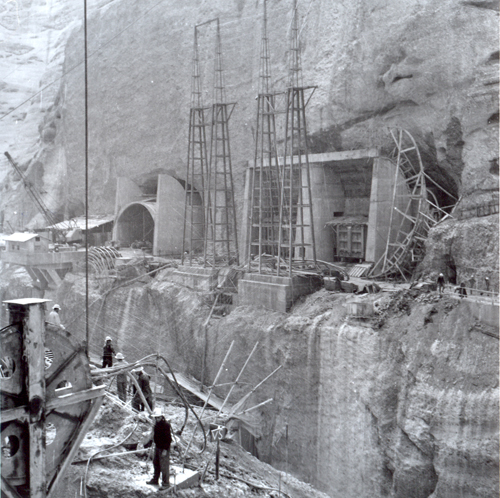
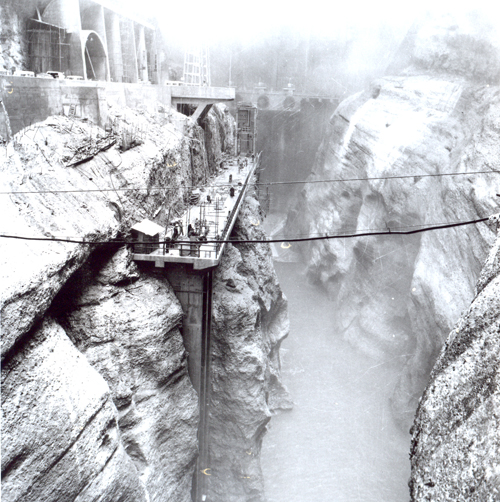
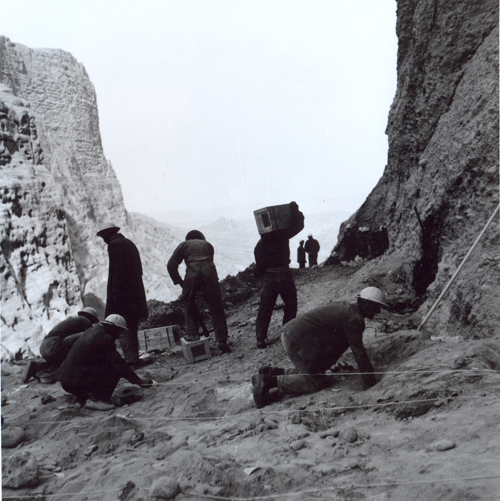
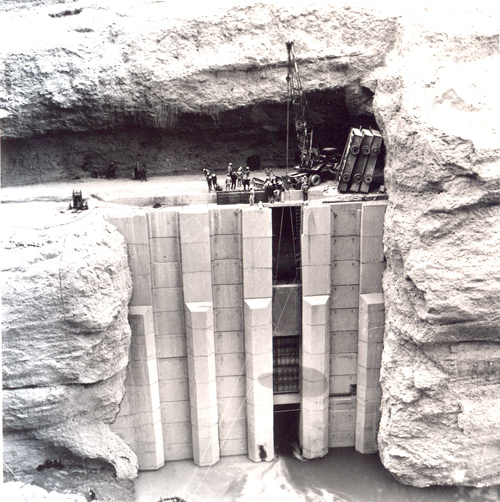
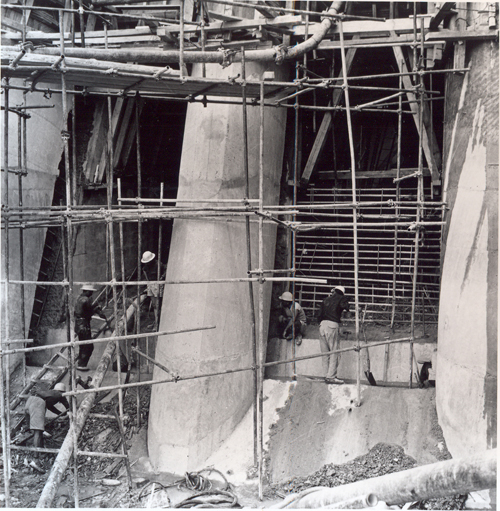
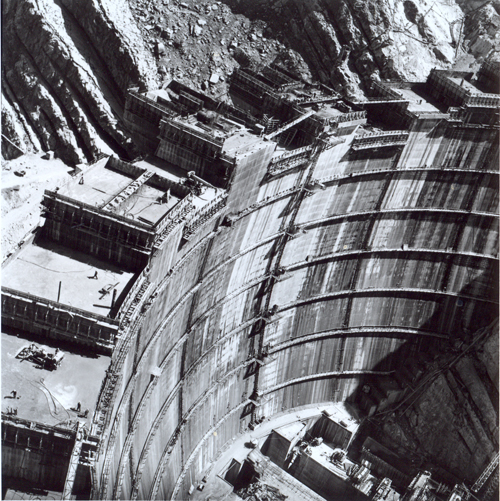
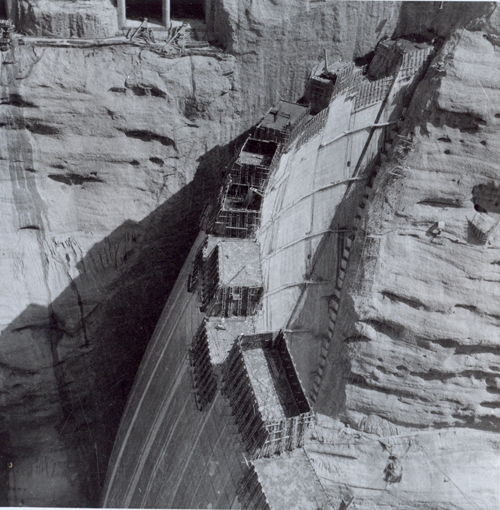
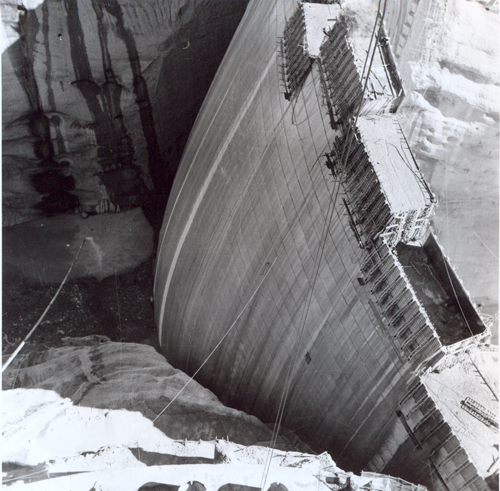
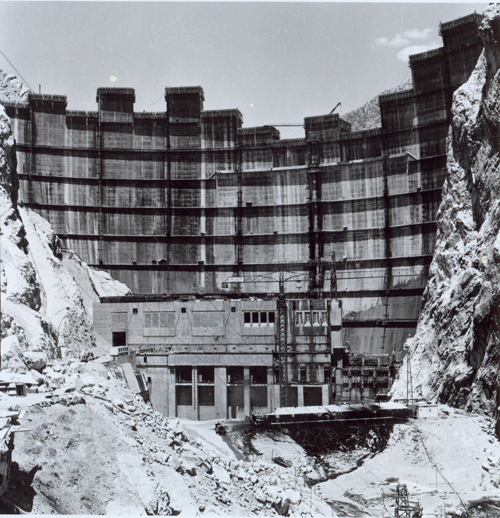
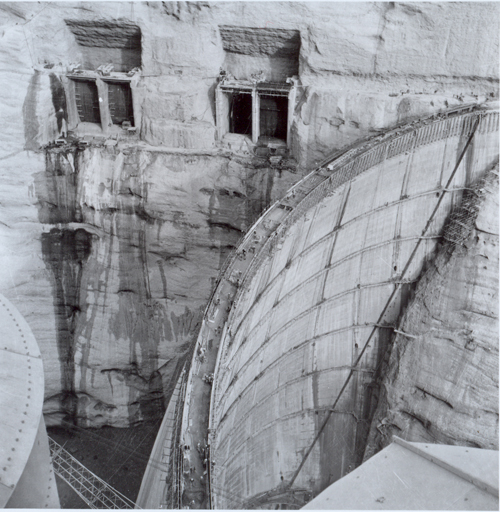
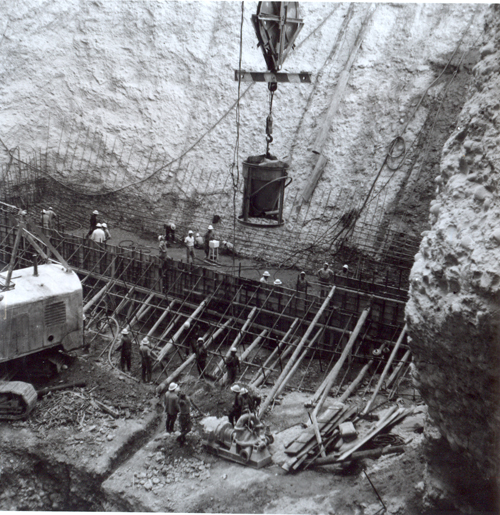
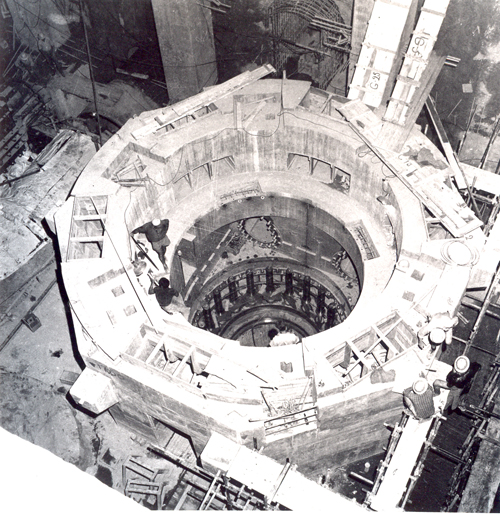
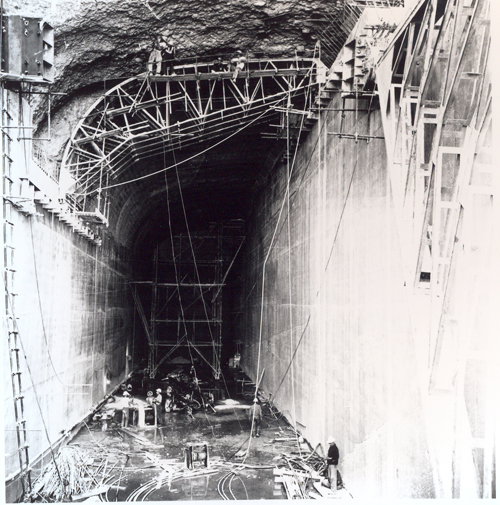
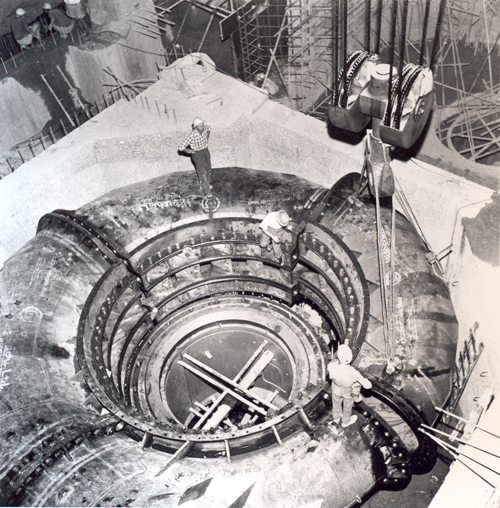
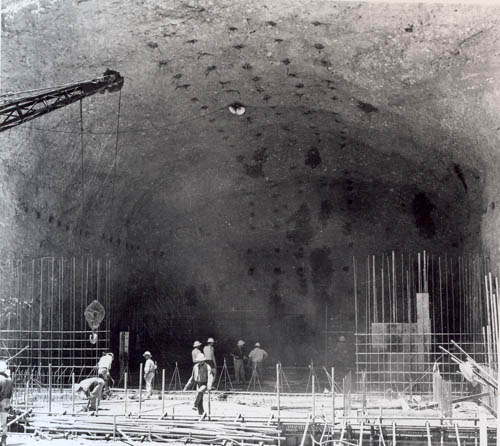